# Lijst van beelden in Werkendam
Dit is een (onvolledige) chronologische lijst van beelden in Werkendam. Onder een beeld wordt hier verstaan elk driedimensionaal kunstwerk in de openbare ruimte van de voormalige Nederlandse gemeente Werkendam, waarbij beeld wordt gebruikt als verzamelbegrip voor sculpturen, standbeelden, installaties, gedenktekens en overige beeldhouwwerken.
Voor een volledig overzicht van de beschikbare afbeeldingen zie de categorie Beelden in Werkendam op Wikimedia Commons.
| Geplaatst | Omschrijving                        | Kunstenaar                  | Straat                              | Plaats      | Materiaal | Afbeelding |
| --------- | ----------------------------------- | --------------------------- | ----------------------------------- | ----------- | --------- | ---------- |
| 1978      | De thuiskomst van de buitenafwerker | Marcus Ravenswaaij          | Raadhuislaan 4                      | Werkendam   |           |            |
| 1981      | Olifant                             | Antoinette Briët            | Politiebureau                       | Hank        |           |            |
| 1983      | De hoepmaker en de visser           | Marijke Ravenswaaij-Deege   | Prins Clausplein                    | Werkendam   |           |            |
| 1987      | Fokzeilen                           | Ton Koops                   | Beatrixhaven                        | Werkendam   | rvs       |            |
| 1987      | Zonder titel                        | Mélanie de Vroom            | Nanningh Keyserstraat/Munnikenland  | Sleeuwijk   |           |            |
| 1989      | Line-crossers (monument)            | Niek van Leest              | Van Tienhoven van de Boogaardstraat | Werkendam   | brons     |            |
| 1989      | Oorlogsmonument                     | Hannie Kruisselbrink-Heezen | Oslopark                            | Nieuwendijk |           |            |
| 2016      | 4 Open Objecten                     | Jaap Hartman                | Oude Kerkstraat                     | Dussen      |           |            |